# 막내 며느리
《막내 며느리》는 MBC에서 1978년 7월 28일부터 1979년 1월 19일까지 방영한 금요연속극이다.

## 출연진
- 김보연
- 한인수
- 변희봉
- 김용림
- 김무생
- 김석옥
- 김영옥
- 정대홍
- 박경현
- 박원숙
- 현석
- 김윤경
- 홍성민
- 엄유신
- 나영진
- 오미연
- 김호영
- 김애경
- 이경순
- 송기윤
- 황치훈